# سلفية علمية
السلفية العلمية أو السلفية الدعوية وتُعرف أحياناً بـ السلفية التقليدية ويطلقون على أنفسهم بـ الدعوة السلفية أو أصحاب المنهج السلفي يعتبر أحد فصائل التيار السلفي وهو فصيل سلمي معتدل يحمل أطروحة دعوية علمية وعظية بالأساس لتعليم الناس أمور الإسلام ويعتبرون أنفسهم علماء وطلبة علم من أهل السنة والجماعة. يركز دعاة السلفية العلمية جهودهم على طلب العلم لتحقيق عقيدة التوحيد وإنكار الشرك أولاً مع اتباع السنة وإنكار البدع ولمعرفة الأحكام الشرعية (الحلال والحرام والواجب والمستحب والمكروه) بتعلم ودراسة كل من تفسير القرآن ومصطلح الحديث وأصول الفقه، وهم في ذلك متقيدون بالقرآن والسُّنة بفهم السلف الصالح بعيداً عن التعصب وعن التطرف أو التأويل لتصفية الدين الإسلامي مما دخل فيه من ضلالات، وهذا ما كان يطلق عليه محمد ناصر الدين الألباني:«التصفية والتربية.» انتشر هذا التيار في بلدان كثيرة من الدول العربية كمصر واليمن وسوريا والجزائر وخاصة المملكة العربية السعودية التي عرفت تجديداً في دعوة التوحيد الوهابية. انتشر التيار مجدداً خلال الصحوة في تسعينات القرن الماضي واجتهدوا في تبليغ العلم الشرعي في صفوف الشباب وازداد انتشارها عن طريق مؤلفات الفقهاء ومجالس العلم وفي المساجد أو من أشرطة سمعية وعبر الفضائيات وشبكة الإنترنت. يتميز هذا التيار بموقفه من السلطة فهم يحرمون الخروج عن الحاكم ولو كان ظالماً، بل يتبرأون من التوجة الثوري ويعتبرونه من بدع الجماعات الجهادية.

## الفكرة العامة
السلفية العلمية هي تيار يهتم في المقام الأول بالنواحي التعليمية المرتبطة بعلوم القرآن والسنة النبوية، لذلك فإن العلماء والدعاة المنتسبين للاتجاه السلفي العلمي يركزون جهودهم في تنشئة جيل جديد من الشباب المسلم الملتزم دينياً، ويطلقون على ذلك المنهج اسم التصفية والتربية وهو ما يعرفه الشيخ الألباني بكونه: «تصفية الإسلام ما دخل عليه مما ليس منه من الشرك والشعوذة والسحر والخرافات والبدع وتفاسير القرآن الباطلة والأحاديث الموضوعة المكذوبة والالتزام بالاستقامة والتمتع بالأخلاق الشرعية من الصدق والأمانة والوفاء بالعهد والبر والصلة وحسن الجوار والآداب الشرعية.» ومن أهم الجماعات السلفية العلمية التي حاولت تطبيق ذلك المنهج جماعة الشيخ مقبل الوادعي في اليمن وجماعة أنصار السنة المحمدية في مصر. وبحسب ما أورد أحمد سالم في كتابه اختلاف الإسلاميين هناك رافدان أساسيان للاتجاه السلفي العلمي المعاصر: «الاتجاه الأول هو الشيخ ناصر الدين الألباني المعروف بشهرته في تدريس علوم الحديث النبوي، والاتجاه الثاني يتمثل في شيوخ السعودية من أمثال الشيخ عبد العزيز بن باز، والشيخ ابن العثيمين، واللذين اشتهرا بعلمهما الغزير في مسائل الاعتقاد والتوحيد والأصول.» ومن هذين الاتجاهين نهل جميع شيوخ السلفية العلمية المعاصرين في شتى الدول العربية فالشيخ أبي إسحاق الحويني مثلاً وهو أحد أهم وأشهر رموز السلفية في مصر درس علم الحديث على يد الشيخ الألباني وشيوخ الدعوة السلفية بالإسكندرية من أمثال ياسر برهامي ومحمد إسماعيل المقدم وغيرهما تأثروا كثيراً بشيوخ السعودية. وتعتبر السلفية العلمية من أكثر أنماط وأطياف السلفية انتشاراً في العالم الإسلامي عموماً والدول العربية خصوصاً فامتاز منهجها التقليدي بالبعد عن أمور السياسة من جهة والالتزام بالمناهج التربوية الدعوية العلمية من جهة أخرى، وهو الأمر الذي وفر لها إمكانية التوسع والانتشار دون الدخول في صدام مع الدولة. لكن حدث انحراف عن ذلك الخط التقليدي في الفترة التي أعقبت ثورات الربيع العربي إذ بدأت بعض الجماعات السلفية العلمية في انتهاج منهج حركي سياسي، فشاركت في الانتخابات النيابية والرئاسية وشكلت أحزاباً سياسية ومن أهم الأمثلة على ذلك جماعة الدعوة السلفية بالإسكندرية في مصر، التي انبثق عنها حزب النور والذي كان له حضور واسع في المشهد السياسي المصري في ما بعد ثورة 25 يناير 2011.

## الأصول
التيار السلفي ليس وليد اللحظة الراهنة بل تمتد جذوره حسب ما تشير إليه بعض الدراسات إلي شيخ الإسلام ابن تيمية وتلميذه ابن القيم الجوزية والتي كانت ترتكز علي مباديء أساسية أهمها الرجوع إلي الكتاب والسنة في كل شأن من شؤون الحياة واتباع سبيل السلف الصالح ونبذ الفلاسفة والمتكلمين ورجال التصوف لكونهم يتعارضون وروح الدعوة الإسلامية. في حين يري الفقيه الأزهري محمد أبو زهرة في كتابه تاريخ المذاهب الإسلامية في السياسة والعقائد أن نسبة السلفية ترجع إلي الإمام أحمد بن حنبل بظهور جماعة في القرن الرابع الهجري وكانوا من الحنابلة ويقولون بنسبة آرائهم إلي الإمام أحمد الذي أحيا عقيدة السلف وناهض ما دونها، ثم تجدد ظهورهم في القرن التاسع الهجري حيث أحياه شيخ الإسلام ابن تيمية، ثم ظهرت تلك الآراء في جزيرة العرب في القرن الثاني عشر الهجري بإنشاء المدرسة الإصلاحية السلفية التي انتشرت في العالم الإسلامي علي يد محمد بن عبد الوهاب ومن تبعه من أمثال محمد بن علي الشوكاني.

## الإطار الفكري
ينتسب الإطار الفكري لهذا التيار إلى دعوة محمد بن عبد الوهاب التي تنتسب بدورها إلى التيار الحنبلي وتحديداً مدرسة ابن تيمية وهو التيار الفكري الإسلامي الذي تميز بكونه الأكثر تشدداً وتمسكاً بـ النقل والأكثر بعداً عن النزعات العقلية والمناهج الجدلية والكلامية. ويرتكز الخطاب السلفي العلمي على الاعتقاد بفكرة العصر الذهبي والمتمثل في السلف الصالح أو خير القرون إذ يقوم جانب كبير من خطابهم على الدعوة إلى الاقتداء بالسلف واتخاذهم قدوة ونموذجاً في الحاضر، ومن ذلك يتركز جهدهم في محاولة استعادة صورة الإسلام النقية وتطهيره من الممارسات التي علقت به عبر التاريخ، حيث تعتبر أدبيات التيار أن البدع والتشوهات هي سبب التخلف والانحطاط. يقوم المنهج السلفي على الاعتقاد بمقولة الفرقة الناجية التي تنبني على الاعتقاد بوجود شكل واحد من التدين المقبول، وهو ما يفضي بالضرورة إلى معاداة التيارات الأخرى والصدام معها، ويبقى الخلاف مع أتباع التيار السلفي الجهادي - مع أنه الأقرب لهم في المرجعيات - هو الأشدّ، فبالرغم من الاتفاق في معظم المبادئ والمواقف والعقائد، إلا أنهم يختلفون مع الجهاديين في كثير من الأفكار التي يتبنونها تجاه المجتمعات والأنظمة السياسية؛ مثل رفض تكفير الحكام ووجوب طاعتهم وعدم الخروج عليهم وعدم تجاوز ولي الأمر في إقامة الحدود وتحكيم الشريعة.

## التسمية
يرى فقهاء السلفية العلمية أن مصطلح السلفية العلمية ما هو إلا بدعة إعلامية أحدثتها وسائل الإعلام التي تنتمي إلى الأحزاب السياسية في العالم الإسلامي، إذ أن علماء المنهج السلفي لا يتبنون هذا المصطلح، لكن اشتهر هذا التيار السلفي باسم السلفية العلمية وهناك من يسميها بـ السلفية العلمانية لأنها تفصل بين الدين والسياسة، وآخر تسمية أطلقت عليها مؤخراً هي السلفية الأمريكية نظر لمواقفها الغريبة من الجهاد المسلح في كل البقاع الخاضعة للاحتلال الأجنبي.

## الازدهار والانتشار
يطرح المتتبعون للسلفية العلمية احتمالين لازدهارها الاحتمال الأول أنها المحصلة لاصطدام الدولة بالحركة الإسلامية بكل أطيافها، وقيام السلفية على أنقاض تلك الحركات مع انسحابها من الميدان السياسي وعودتها إلي المسجد وميدان التعليم والعبادة والقوقعة على النفس، أما الاحتمال الثاني فهو أن يكون هناك بدل الصدام صفقة خفيّة بين أجنحة قوية في السلطة وأطراف الحركة السلفية الداخلية والخارجية بدافع المصالح. فمقابل فتاوي الانسحاب من العمل المسلّح وحتي السياسي التي أصدرتها بالفعل جهات سلفية خارجية (لكي لا ننازع أمر السلطة أهله، وتجنب البلاد الفتنة) يفسح المجال الواسع للعمل الاجتماعي والعلمي لهذا الاتجاه في محاولة لتقليص مساحة النشاط الإسلامي المتسيّس وحرمانه من الطاقات المتعاطفة. وتتبادل السلفية عبارات الودّ مع السلطة من خلال موقف أتباعها منها. كما ألف مشايخ هذا التيار مجموعة من الكتب والرسائل ولديهم موقع في شبكة الإنترنت يدعي موقع سحاب وهو الموقع الذي يميل إليه أتباع السلفية العلمية في كافة الدول العربية.

## الخصائص

### التصفية والتربية
تعد أطروحة التصفية والتربية للإمام محمد ناصر الدين الألباني من الأطروحات البارزة للتغيير لدى تيار السلفية العلمية، ففي كتابه التصفية والتربية وحاجة المسلمين إليهما يلخص نظرية تغيير واقع الأمة الإسلامية في شقين اثنين أولهما التصفية والتي تعني تصفية كتب التراث مما علق بها من الخرافات والانحرافات عن صحيح الدين، وتمييز الأحاديث الصحيحة من الضعيفة، وتنقية الكتب الفقهية والعقدية من البدع المخالفة لنقاء الدين، للعودة إلى الشكل الذي نزل به الدين على النبي ﷺ والشق الثاني هو التربية وتعني نشر الأخلاق الإسلامية، وتنشئة الأجيال المسلمة على المنهج النظري الذي تمت تنقيته مما يخالف الدين.
ولا يختلف أتباع المدرسة السلفية المدخلية والجامية كثيرًا عن تيار السلفية العلمية، بل يشترك الاثنان في نفس الرؤية؛ إلا أن المداخلة يُستغرقون في شق التصفية بشكل كبير، ويُتهم المداخلة بأنهم يُغالون في هذا الأمر إلى حد تتبع كتابات وخطب الدعاة الآخرين، واتهامهم بالخروج عن الخط الإسلامي الصحيح نتيجة أدنى اختلاف مع أي منهم، بزعم الحفاظ على نقاء المنهج وعدم اختلاطه بأي مذاهب فكرية أو آراء بشرية قد تخالف الدين الصحيح، والتزامًا منهم بالعمل في مهمة التصفية يعمل الكثير منهم كمحدثين، أي باحثين متخصصين لتمييز الأحاديث الصحيحة من الضعيفة، من خلال تتبع الروايات المختلفة لكل حديث من أحاديث النبي صلى الله عليه وسلم. ويشتد إنكار المداخلة على أصحاب سبل التغيير الأخرى؛ فيرون أن المشاركة السياسية والأحزاب والمظاهرات وكافة أشكال المعارضة السياسية هي بدع محدثة تخالف الدين الإسلامي، في حين يرى منتقدوهم أنها مجرد وسائل ولا تحمل أي مخالفات شرعية في ذاتها.

### نبذ التحزب والأحزاب
أما موقف السلفية العلمية من الأحزاب والتحزب فـ لخصه عبد العزيز بن باز في مجموع الفتاوى والمقالات حيث قال: 
وفي هذا يتفق أغلب فقهاء وعلماء ورجال السلفية العلمية ومنهم الألباني وبن عثيمين وغيرهما.

### عدم المشاركة السياسية
يقوم الخطاب السياسي للتيار السلفي العلمي على طاعة الحكام والحكومات باعتبارهم «أولياء الأمر» ويرفض مشايخه وأتباعه الانخراط في العمل السياسي مع تبنيهم مواقف سلبية من الديمقراطية والتعددية السياسية وتداول السلطة، وهم دائمو التشكيك في أي حركة معارضة حيث يحرمون المشاركة في الاعتصامات والإضرابات والمظاهرات التي تدعو إلى التغيير السياسي والمدني، كما يتبين من الفتاوى التي أصدرها الفقهاء المحسوبين على هذا التيار في السنوات الأخيرة ضد المظاهرات والحركات الاحتجاجية السلمية. أما عن سبيل التغيير المعتمد لديهم، فهو التصفية والتربية حيث ينبغي العمل على إعداد المجتمع على المدى البعيد حتى تقوم الدولة الإسلامية وهذا الإعداد يقوم بشكل أساسي على تطهير المجتمع من العادات والمظاهر التي يصنفونها ضمن المُحدثات والانحرافات. وتميز التيار بمواقفه وفتاواه المتوافقة دائماً مع السياسات الرسمية وهو ما حظي مقابله بإتاحة المجال لهم بالعمل في المساجد والمحاضرات والتعليم دون معيقات.
يعتبر عبد المالك رمضاني أحد أقطاب السلفية العلمية في السنوات الأخيرة ومؤسس جماعة لاكولون - نسبة إلى أحد الأحياء بالجزائر العاصمة - التي من بين أهدافها الرئيسية الاهتمام بالعلم الشرعي الذي لا يؤخذ حسب رأيهم إلا من أفواه العلماء وترك السياسة للساسة وعدم الانشغال بها عن طلب العلم. فموقفها السياسي كما يري أحد أتباع جماعة البناء الحضاري - المشهورة باسم الجزأرة - هو بمثابة تصريف لسيل عارم وتصرّف في اتجاه الحركة الإسلامية التي طالما كانت الخصم اللدود والمعضلة الكبري على الأقل في المجال السياسي، وذلك بعد أن ظهر أن شطبها من الساحة أمر مستحيل. حبث تقوم السلفية العلمية على الإذعان للسلطة القائمة باعتبارها من الناحية الشرعية تمثل أولي الأمر وهي بذلك صورة للاستخلاف الإلهي وانعكاس لحالة المجتمع (فكما تكونوا يولى عليكم) وأما الرافد الآخر للموقف السلفي السياسي فهو الحرص على البعد عن الفتنة التي تنجر من التنافس السياسي. فالعلاقة بين المجتمع والحاكم في الأصل تقوم علي النصح في الخفاء والدعاء بالهداية، فما دام الحاكم لا يجهر بالكفر ولا يمنع الصلاة فلا يجوز نقده أمام الناس وعلى صفحات الجرائد، فيرى المنهج السلفي أن الميدان السياسي مكان للنفاق والكذب، وبذلك فإن الانسحاب منه والابتعاد عنه هو الموقف الأسلم.
ولكن وحسب الشيخ أبو عبد الباري أمين فإن بقية فصائل التيار السلفي كالسلفية الحركية مثلاً لها وجهة نظر مخالفة في هذه القضية في حال ثبوت ردة هذا الحاكم وحتى الخروج عليه إذا ترتبت عنه مفاسد فلا يجوز الخروج عليه في هذه الحالة، وهي مسألة من أدق ما تطرق إليه شيخ الإسلام ابن تيمية حتى في إطلاق الكفر فهذا لا يقتضي الخروج عليه. أما مسألة الخروج علي الحاكم في نظر أهل السنة والجماعة فهذه مسألة أخرى، وهم الآن لا يتحاجون حول الخروج عن الحاكم في العالم الإسلامي، لأن الخروج غير موجود أصلا، فضلا عن أن أي خروج (حمل السلاح) فيه إراقة الدماء لا يجوز حسب بعض فصائل السلفية. والقضية ليست في مسألة الخروج عن الحاكم، وقد فصل فيها علماء الإسلام منذ عدة قرون خلت، وإنما القضية في موقف التيار في التأثير على الناس في قضايا كالحزبية التي أجازها بعض أهل العلم وأدلوا فيها بالدليل والبرهان، وجعلها من المصالح المرسلة.
أما الخطاب الاجتماعي للتيار فهو قائم على المحافظة والتشدد؛ إذ يعادي أتباع هذا التيار كل ما من شأنه ان يفسد اخلاق الشباب فهم ضد الموسيقى والأغاني والاختلاط وتحتل الفتاوى المحرِّمة لهذه المظاهر مساحة كبيرة من خطابهم ومنشوراتهم، أما الموقف من المرأة فهو قائم على ضرورة رعايتها لأسرتها، ويرون أن العلاج الوحيد لكل المشاكل الاجتماعية هو الرجوع إلى الدين.

### تأجيل الجهاد المسلح
تدعو السلفية العلمية المسلمين إلى الصبر والاحتساب على أي عدو غاشم اعتدى علي بلد الإسلام، أي أنها تدعو المسلمين إلى التسليم لأمر الله على أساس فكرة أن غزو بلاد العرب والمسلمين حتمية وقدر لا مفر منه ولا يمكن رده حتى يخرج المسيح الدجال. يقول أبو عبد الباري أمين إن من أفكار السلفية العلمية تحريمهم للعمليات الاستشهادية في فلسطين وحتى في جهرهم بأن المقاومة في فلسطين لا تجوز فإنهم لا يسمونها جهاداً. ويرى أبو عبد الباري أمين أن المقاومة في حقيقة الأمر جهاد كما نقل ابن حزم والقرطبي وشيخ الإسلام ابن تيمية أن جهاد الدفع هو واجب على أهل البلد ويتعين على الأقرب فالأقرب أن يقاتل. وفيما يخص نظرتها للصراع العربي الإسرائيلي فترى السلفية العلمية أنه يتعين على الشعب الفلسطيني أن يغادر وطنه ويترك أرضه لوجود هناك حركة فتح ومنظمات شيوعية ومنظمات لائكيه والأمور غير واضحة. يقول أبو عبد الباري أمين لكن المتتبع للوقائع ومجريات الأحداث في فلسطين يدرك جيداً أن هناك طائفة تقاتل لإعلاء كلمة الله والنبي ﷺ قال لا تزال أمتي على أكناف بيت المقدس يقاتلون حتى تكون كلمة الله هي العليا. لم تتوقف السلفية العلمية عند حد تحريم العمليات الاستشهادية في فلسطين بل ويرفضون الجهاد في أفغانستان والشيشان وغيرها من المناطق في العالم، فأينما يكون يهود أو أمريكان تظهر السلفية العلمية لتثبط العزائم - ومن هنا جاءت تسميتها بـ السلفية الأمريكية - حيث تحظي العقيدة الجديدة بدعم وتشجيع الولايات المتحدة الأمريكية في الوطن العربي والعالم الإسلامي، أما الشارع فقد استهجن أفكار السلفية العلمية ووصفها بالأفكار الانبطاحية والاستسلامية.

## رجال وأعلام

### محمد ناصر الدين الألباني
يعتبر محمد ناصر الدين الألباني المؤسس الفعلي للسلفية العلمية من استقراء اطروحاته وأفكاره خاصة بفكرته بـ التصفية والتربية والتي رآها الوسيلة الأنجع لتغيير الواقع بتدرج وهدوء، جعل الألباني من عمان العاصمة الأردنية مقر له ومركز بعد خروجه من بلاده سوريا والتف حوله العديد من الاتباع والطلاب من ضمنهم أبو إسحق الحويني وعلي الحلبي وآخرون.

### عبد العزيز بن باز
يعتبر عبد العزيز بن باز المؤسس الثاني للسلفية العلمية وكان هو ومحمد ناصر الدين الألباني زملاء في التدريس والتعليم في الجامعة الإسلامية في المدينة المنورة عند تأسيسها، مع مرور الوقت نحى عبد العزيز بن باز نحو السلطة عندما أصبح مفتي عام المملكة العربية السعودية ما أثر على بعض آرائه الفقهية كما يؤكد البعض خاصة وأن من أحد أدبيات السلفية العلمية عدم الخوض في السياسة واستلام المناصب السياسية.

### عبد الرحمن عبد الخالق
يعتبر عبد الرحمن عبد الخالق المؤسس للسلفية عامة والسلفية العلمية خاصة في دولة الكويت وهو من أصول مصرية نال الجنسية الكويتية لاحقاً في عام 2011 كما يُعتبر من مؤسسي السلفية الحركية - السلفية السرورية - في الكويت لاحقاً عندما طالب بتوجه الإسلاميون لدخول مجلس الأمة الكويتي والمشاركة في الانتخابات والعمل السياسي في البلاد. ويمكن القول أن عبد الرحمن عبد الخالق قد أسس السلفية الشاملة والتي تضم في طياتها السلفية العلمية والسلفية الحركية والسلفية الدعوية.

## المنظمات والجماعات

### جمعية إحياء التراث الإسلامي
جمعية إحياء التراث الإسلامي هي جمعية كويتية خيرية ذات نفع عام، أنشئت عام 1982 على يد مجموعة من رجال الكويت منهم الشيخ عبد الله السبت والشيخ طارق العيسى وخالد سلطان بن عيسى والشيخ عبد الوهاب السنين ودخيل الجسار والشيخ عبد الرحمن عبد الخالق. 
تنتهج الجمعية النهج السلفي وتعنى بالجوانب الدعوية والإغاثية الخيرية وقد حظت هذه الجمعية بمباركة عبد العزيز آل الشيخ مفتي الديار السعودية وغيره من العلماء مثل الشيخ عبدالعزيز بن باز. بدأت الجمعية بمنهج السلفية العلمية ما لبثت حتى تأثر بعض أعضائها بإطروحات السلفية السرورية الحركية وعلى رأسهم عبد الرحمن عبد الخالق بالتوجه إلى المشاركة السياسية في مجلس الأمة الكويتي.

### أنصار السنة المحمدية
جماعة أنصار السنة المحمدية هي جماعة سنية سلفية إصلاحية على منهج وعقيدة أهل السنة والجماعة في التلقي والاستدلال والاعتقاد والاتباع من خلال الدعوة إلى التوحيد ونبذ البدع والخرافات وإحياء دعوة الإسلام بالقرآن والسنة واتباع سلف الأمة. انطلقت الجماعة من مسجد الهدارة بالقاهرة عام 1345هـ الموافق عام 1926م. تجاوب معها عدد كبير من علماء الأزهر والدعاة السلفيين كلهم تحت رئاسة الشيخ محمد حامد الفقي (مؤسس الجماعة) وتواكب على رئاسة الجماعة بعد وفاة مؤسسها مجموعة من الفقهاء أمثال: عبد الرزاق عفيفي والشيخ عبد الرحمن الوكيل. بعد ثلاث سنوات (1393هـ) من إعادة الإشهار أصدر العدد الأول من مجلة التوحيد لتكون بديلاً عن مجلة الهدي النبوي، وزاد عدد أتباعها وكثرت عدد الفروع المنتسبة إليها. في عام 1975 وفي حياة المؤسس الثاني للجماعة الأستاذ محمد رشاد الشافعي تم انتخاب الشيخ عبد الرحمن الوكيل ليكون رئيساً عاماً للجماعة خلفاً له.

## المعارضة والنقد
لا يستبعد أبو عبد الباري أمين - أحد المختصين بالسلفية العلمية - أن تكون السلفية العلمية صنيعة المخابرات الأمنية في الوطن العربي لتكون بديلا للسلفية الحركية بهدف زرع الفتن وشق عصا المسلمين في إطار سياسة فرق تسد، فالسلفية العلمية لا تأخذ المحاور الكبرى لهذا الدين، فمثلا الصراع اليوم صراع حضاري وصراع أديان وبرأيه فالقضية بعيدة كل البعد عن الفقه، وليست مسألة يجوز أو لا يجوز، وهذا ما تريد الوصول إليه السلفية العلمية حيث تسعي إلي اشغال المسلمين بالأمور البسيطة حتي يتم صرف الأمة الإسلامية إلي ما لا يهمها ولا ينفعها. يقول أبو عبد الباري أمين إن أفكار السلفية العلمية وأصولها ومنهجها يتناقض وجوهر رسالة الإسلام ويخالف تعاليمه والدليل علي ذلك أنهم يحاججون علي الظالمين والمجرمين وينبذون الدعاة العاملين والدعاة الحاملين للواء تغيير المجتمعات بالتي هي أحسن. ولذلك كله فإن السلفية العلمية أينما حلّت تكون كلها خيرا علي الأنظمة السياسية باعتبارها عنصرا مسالما وخاملا يجب الاستكثار منه وتفضيله على الأطياف الإسلامية الأخري، فهي على الأقل ليست أسوأ منها، وذلك بعد أن ظهرت أن الحركات الإسلامية شر لا بد منه. وفي المجمل فإن ازدهار ظاهرة السلفية العلمية خدمة للسلطة الحالية من حيث الاستقرار. ففي السلفية بديل أقل سوءا من كل الحركات الإسلامية الميدانية المتسيّسة المزعجة بجاذبية خطابها المعارض.

## وصلات خارجية
- بوابة طالب العلم شبكة الآجري. موقع خاص بـ السلفية العلمية
- الشبكة العلمية السلفية موقع خاص بـ السلفية العلمية
- شبكة العلوم السلفية موقع خاص بـ السلفية العلمية
- جمعية المجلس العلمي للدعوة السلفية في فلسطين
- مقال الأصول العلمية للدعوة السلفية بقلم الإمام عبد الرحمن عبد الخالق
- مقال لماذا تحب الأنظمة السلفيين؟! بقلم أيمن الجندي
- مقال السلفية العلمية والانتخابات القادمة بقلم زياد فريحات. صحيفة السوسنة.
- دراسة السلفيون والديموقراطية دراسة لا بد منها بقلم سعد الفقيه. مركز الخليج لسياسات التنمية
- كتاب أنا سلفي بحث في الهوية الواقعية والمتخيلة لدى السلفيين بقلم محم أبو رمان
- ملحق السلفية المعاصرة من المركز الإسلامي للدراسات الإستراتيجية
- السلفية العلمية أقل عداء للإخوان المسلمين تصريع عادل الصبيح (فيديو) من موقع دروازة
- السلفية العلمية في الجزائر لقاء وثائقي من برنامج الحقيقة والوثيقة.